# Набесна (ледник)
Набесна (англ. Nabesna Glacier) — ледник на Аляске, часть национального парка Врангель-Сент-Элайас.
В центральной части горы Врангеля покрыты фирновыми полями, из которых растекаются ледники, Набесна — крупнейший, его площадь оценивается в 819 км². Длина же ледника достигает 85 км, что делает его самым длинным долинным ледником в Северной Америке.
Таяние льда на высоте около 900 м над уровнем моря образует реку Набесна, которая течёт на север через национальный резерват дикой природы Тетлин и впадает в реку Танана.
Ледник медленно, почти непрерывно отступает, по крайней мере, с XX века. Есть предположения, что ранее длина ледника могла достигать 200 миль, так как ледниковые отложения обнаружены намного ниже современных отметок.